# Gare de Wotton
La gare de Wotton était une petite gare du Buckinghamshire, en Angleterre, construite par le duc de Buckingham en 1871. Faisant partie d'un tramway privé tiré par des chevaux conçu pour transporter du fret depuis et autour de ses terres dans le Buckinghamshire, la gare de Wotton était destinée à desservir la maison du duc à Wotton House et le village voisin de Wotton Underwood. En 1872, la ligne a été prolongée jusqu'au village voisin de Brill, convertie pour l'usage des passagers, équipée de locomotives à vapeur et renommée Brill Tramway . Dans les années 1880, il a été proposé d'étendre la ligne à Oxford, mais l'exploitation de la ligne a été reprise par le Metropolitan Railway de Londres. 
Bien que située dans une zone peu peuplée, la station de Wotton était relativement bien utilisée. Elle a été fréquentée par le nombre de passagers le plus élevé de toutes les gares sur la ligne autre que le terminus de la gare de Brill et la jonction avec la ligne principale vers Londres à la gare de Quainton Road, et il a également transporté de grandes quantités de lait des fermes laitières de la région. En 1906, le Great Western et le Great Central Joint Railway (communément appelé la route alternative) ont été ouverts, traversant le tramway Brill à Wotton. Bien que les lignes ne soient pas connectées, une station (également appelée Wotton ) a été construite sur la nouvelle ligne très près de la station Wotton existante; les deux stations partageaient un chef de gare. 
En 1933, le Metropolitan Railway, qui louait la ligne, devint propriété publique et devint la ligne métropolitaine de London Transport . En dépit d'être une petite station rurale à 49 milles (78,9 kilomètres) en train depuis la ville de Londres, Wotton est devenue une gare du métro de Londres. Frank Pick, le directeur général du London Passenger Transport Board, visait à abandonner les opérations de fret sur le réseau du métro de Londres et ne voyait aucun moyen pour que les parties les plus éloignées de l'ancienne Metropolitan Railway puissent devenir des routes de passagers viables. En conséquence, tous les services passagers au nord d'Aylesbury ont été supprimés entre 1935 et 1936; les derniers trains du tramway Brill ont circulé le 30 novembre 1935. La ligne est ensuite revenue aux descendants du duc de Buckingham, mais n'ayant ni fonds ni matériel roulant, ils n'ont pas pu l'exploiter. Le 2 avril 1936, toute l'infrastructure de la ligne, y compris la gare de Wotton, a été vendue aux enchères. À l'exception d'un petit bâtiment qui abritait autrefois la forge du tramway Brill, tous les bâtiments de la gare de Wotton ont été démolis. 

## Tramway de Wotton

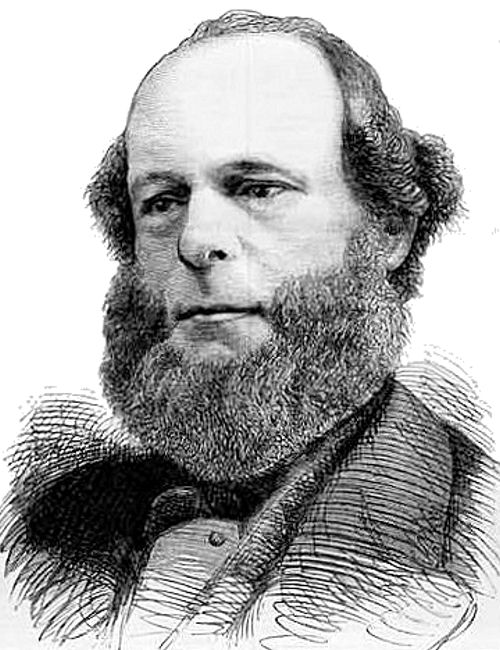
Le duc de Buckingham, fondateur du tramway Brill

Le 23 septembre 1868, la petite voie ferrée d'Aylesbury et Buckingham ouvrit ses portes, reliant la gare de Great Western à Aylesbury à celle de London and North Western Railway d' Oxford à Bletchley à la Verney Junction .  Le 1er  Septembre 1894, le chemin de fer métropolitain de Londres (MR) atteint Aylesbury,  et peu de temps après, est connecté à la ligne A&BR, avec des services MR locaux allant à Verney Junction à partir du 1er avril 1894.  Le départ des trains du terminus londonien de MR à Baker Street a commencé le 1er Janvier 1897. 
Richard Plantagenet Campbell Temple-Nugent-Brydges-Chandos-Grenville, 3e duc de Buckingham et Chandos, avait depuis longtemps un intérêt pour les chemins de fer et avait été président du chemin de fer de Londres et du Nord Ouest de 1852 à 1861. Au début des années 1870, il a décidé de construire un chemin de fer léger pour transporter le fret de ses domaines dans le Buckinghamshire à la ligne A & BR à Quainton Road .  Comme la ligne proposée devait rouler sur un terrain appartenant au duc et à l'association de charité de Winwood, ayant consenti à sa construction,  la ligne n'avait pas besoin de l'approbation du Parlement et la construction pouvait commencer immédiatement.  
La première étape de l'itinéraire, connue sous le nom de tramway de Wotton, était une ligne de 4 milles (6,4 kilomètres) de Quainton Road via Wotton à une voie d'évitement de charbon à Kingswood,  ouverte le 1er avril 1871.   Destinée aux wagons à chevaux uniquement, la ligne a été construite avec des traverses longitudinales, afin de réduire le risque de trébuchement des chevaux.  

### Extension à Brill et conversion à l'usage des passagers
Les résidents de la ville voisine de Brill ont fait pression sur le duc pour introduire des services passagers sur la ligne. Cela conduit à une modernisation et à une extension de la ligne de Wotton, via le terminus d'origine du système de tramway à Wood Siding, vers un nouveau terminus au pied de Brill Hill, au nord de la ville perchée de Brill elle-même.  La nouvelle gare de Brill a ouvert ses portes en mars 1872.  En plus des trains de marchandises qui circulaient au fur et à mesure des besoins, deux trains mixtes par jour circulaient dans chaque direction.   Le duc a acheté deux moteurs de traction Aveling et Porter modifiés pour fonctionner comme des locomotives, chacun avec une vitesse de pointe de 13 km/h,   bien qu’une limite de vitesse de 8 km/h ait été appliquée.  Avec l'extension de Brill ouverte, la ligne a commencé à être appelée le tramway de Brill. 
En 1889, le duc de Buckingham est décédé et, en 1894, les administrateurs de sa succession ont créé la Oxford & Aylesbury Tramroad Company (O & ATC) avec l'intention d'étendre la ligne de Brill à Oxford, mais l'extension au-delà de Brill n'a jamais été réalisée.  Les services ferroviaires de Londres à Oxford étaient très pauvres à cette époque et bien qu'il s'agisse d'un itinéraire extrêmement détourné, si la connexion entre Quainton Road et Oxford avait été construite, cela aurait été l'itinéraire le plus court entre Oxford et la ville de Londres. 

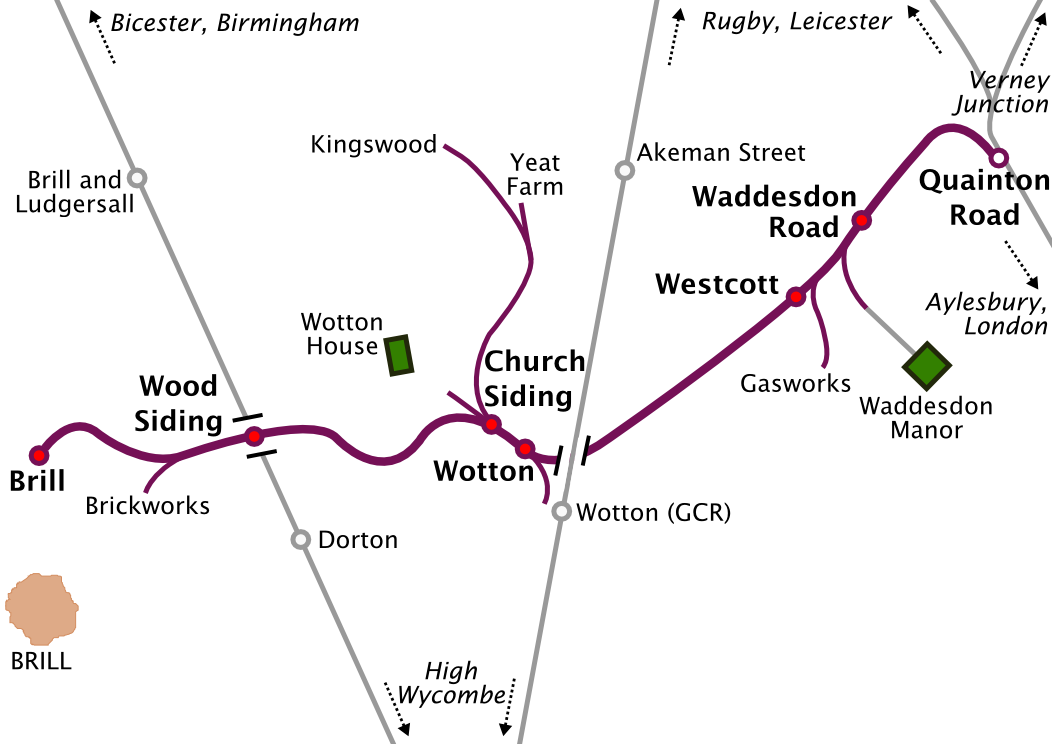
L'étendue du système de tramway Brill. L'Alternative Route traverse, mais ne rejoint pas, le Brill Tramway à Wotton. Toutes les lignes et stations montrées sur ce schéma n'étaient pas ouvertes à la même période.

Le Metropolitan Railway a commencé à louer le tramway Brill le 1er Décembre 1899,  et à partir de ce moment, la MR (la ligne métropolitaine du métro de Londres à partir de juillet 1933) exploitait tous les services de la ligne, bien que la ligne appartienne toujours à l'O&ATC.  Tout au long de l'exploitation du tramway Brill, la voie et les stations sont restées la propriété de la "Oxford & Aylesbury Tramroad Company";  le MR avait l'option d'acheter la ligne, mais ne l'a jamais fait. 

## Structures et revêtements
La gare de Wotton était située en pleine campagne, à environ un mile (1,6 km) de la colonie la plus proche de Wotton Underwood,  qui en 1871 comptait environ 220 habitants.  À peu près à mi-chemin entre le terminus de la ligne à Brill et la jonction avec la ligne principale à Quainton Road, la station a marqué le milieu officiel de la ligne à des fins d'exploitation.  Lorsque plus d'une locomotive était en service sur la ligne, le tramway utilisait un système de signalisation à jetons utilisant des portées codées par couleur; les conducteurs du tronçon entre Quainton Road et Wotton étaient obligés de porter un bâton bleu; ceux entre Wotton et Brill (et la voie de garage Kingswood) un bâton rouge.  La station était située sur une courbe abrupte; si l'extension à Oxford avait été construite, la gare aurait dû être réaménagée pour accueillir des trains plus longs et plus rapides. 
La station d'origine était une banque de terre brute de 15 cm de haut, maintenu en place par des planches de bois, mais il a ensuite été reconstruit.  La station était équipée d'une plate-forme à niveau court,  et d'un petit hangar à marchandises carré de 7.6m.  Les principaux utilisateurs des installations de marchandises semblent avoir été les fermes laitières locales; dans les années 1880, avant le transfert à l'exploitation de Metropolitan Railway, la station de Wotton traitait de 200 000 à 270 000 litres de lait chaque année.  Le bâtiment de la gare pour passagers elle-même était une cabane en bois avec un toit en fer de 7.3m de long sur 3.28 m de large, comprenant une salle d'attente, un bureau de réservation et des toilettes pour hommes et femmes.  Jusqu'au début du 20e siècle, le portier de la gare devait garder une bouilloire de trois gallons à ébullition pour les chauffe-pieds, si les passagers en avaient besoin.  Une paire de petits chalets a été construite près de la gare pour loger les employés du tramway. 
Une petite voie de garage immédiatement à l'ouest de la gare conduisait à l'entrée d'une écurie qui abritait les chevaux du tramway.  Après la mécanisation de la ligne en 1872, les écuries ont été fermées,  et la voie de garage servait un petit enclos à bétail. 

### Church Siding

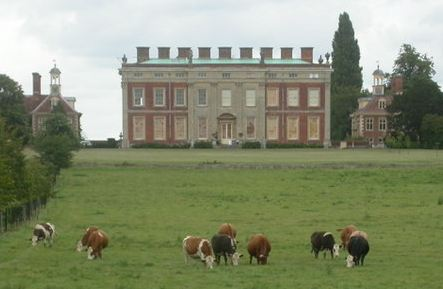
La voie de garage de Church Siding, à l'ouest de la gare de Wotton, desservait la maison du duc de Buckingham à Wotton House.

Un peu à l'ouest de la gare se trouvait une jonction avec un embranchement de 1.8 km appelé Church Siding, qui traversait Wotton Underwood jusqu'au hameau de Kingswood. Cette ligne secondaire desservait deux marchands de charbon et ne transportait jamais officiellement de passagers;   elle n'a jamais été améliorée pour porter des locomotives et est restée travaillée par des chevaux tout au long de son existence.  (L'emplacement de la baie de charbon à Kingswood était controversé, car elle était mal située et construite sur un terrain bas sujet aux inondations. Le duc et l'arpenteur de la ligne n'étaient pas d'accord sur le meilleur emplacement pour le dépôt; pour résoudre le problème, le Duke avait jeté son chapeau en l'air et la baie de charbon a été construite là où le chapeau a atterri.  ) L'éperon de Kingswood a été abandonné vers 1915, bien qu'un tronçon court, fonctionnant entre le tramway Brill et la maison du duc de Buckingham à Wotton House,  soit resté ouvert pour le trafic de marchandises occasionnel jusqu'à la fermeture de la ligne.  

### Chemin de fer de Great Western et Great Central
Le 2 avril 1906, le chemin de fer commun de Great Western et Great Central, communément appelé itinéraire alternatif, s'ouvre aux passagers.  La nouvelle ligne reliait Ashendon Junction sur la ligne principale de Chiltern au Great Central Railway à Grendon Underwood, à une courte distance au nord-ouest de Quainton Road.  La route alternative a traversé le tramway Brill sur un pont à Wotton, et une autre station, également appelée "Wotton", a été construite sur le talus immédiatement au sud de la station Wotton existante.  Bien que les lignes ne se soient pas connectées, un revêtement temporaire a été construit à partir du tramway Brill sur le nouveau talus, et utilisé pour le transport des matériaux de construction et l'enlèvement des déblais des travaux pendant la construction de la nouvelle ligne.  Les deux stations de Wotton étaient très proches l'une de l'autre et le même chef de gare était responsable des deux stations. 

## Services aux passagers

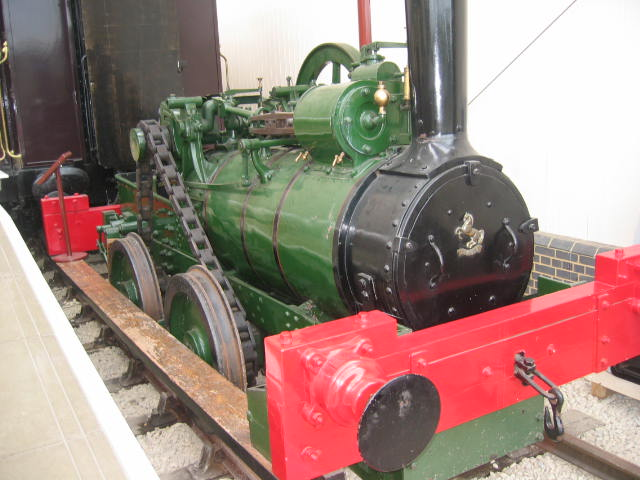
L'une des locomotives Aveling et Porter originales de 1871 utilisées sur le tramway Brill avant la reprise des opérations par le chemin de fer métropolitain

De 1872 à 1894, la gare était desservie par deux trains de voyageurs par jour dans chaque direction, et de 1895 à 1899, le nombre passa à trois par jour.  À la suite du transfert de services en 1899 au Metropolitan Railway, la gare était desservie par quatre trains par jour jusqu'à sa fermeture en 1935.  Limitée par des locomotives de mauvaise qualité et des voies non classées et à moindre coût qui suivaient les contours des collines, et s'arrêtant à trois stations intermédiaires entre Wood Siding et Quainton Road pour prendre et déposer des marchandises, des passagers et du bétail, les trains roulaient très lentement; en 1887, les trains ont mis entre 35 et 45 minutes pour se rendre de Wotton à Brill et environ une heure de Wotton à la station de jonction avec la ligne principale à Quainton Road. 

## Retrait de services

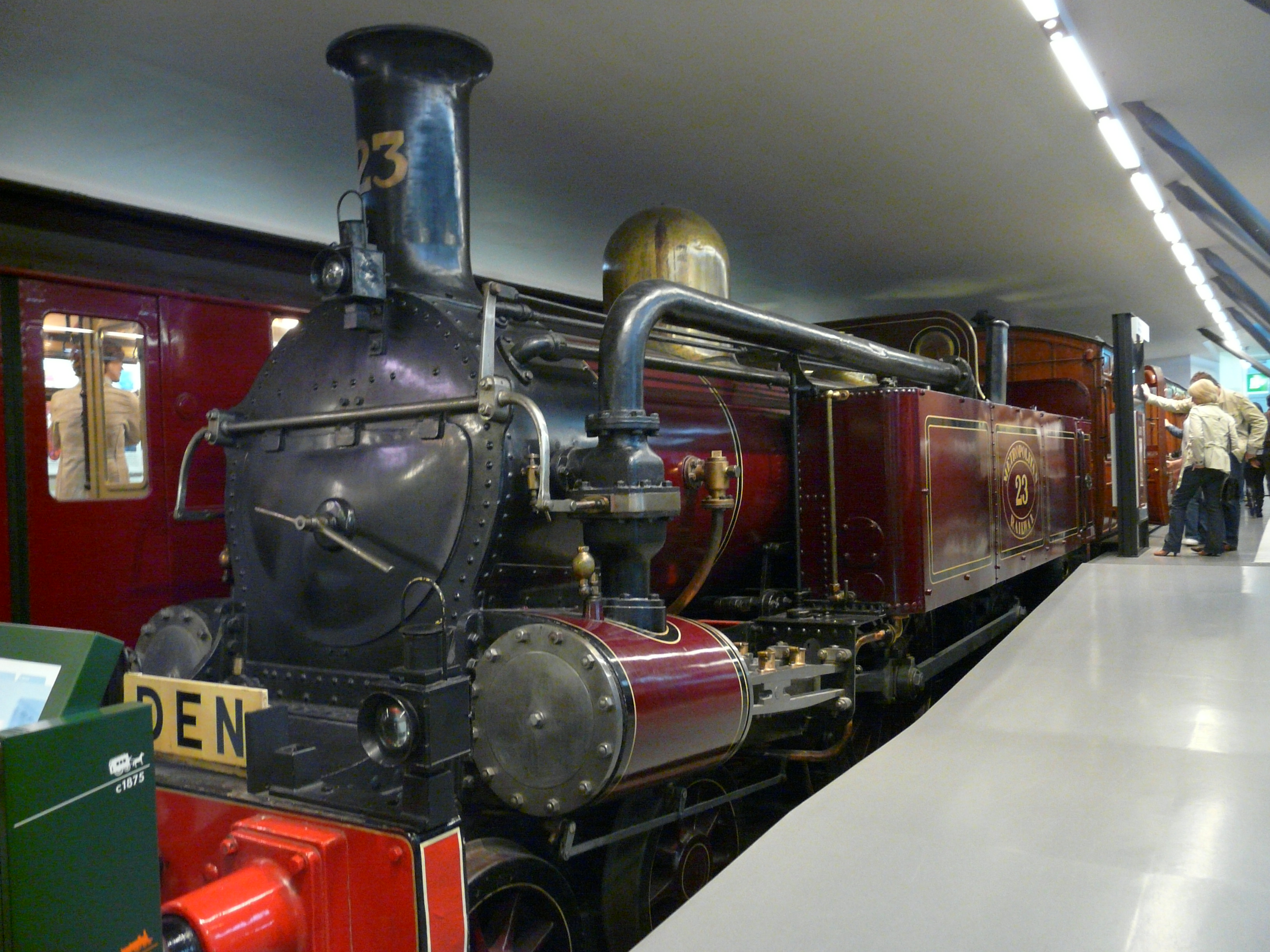
L'une des deux locomotives de classe A du Metropolitan Railway utilisées sur le tramway Brill au moment de sa fermeture

Avec Pick voulant abandonner les services de fret et ne voyant aucun avenir pour les extrémités de l'ancienne Metropolitan Railway en tant que routes de passagers, le LPTB a décidé d'abandonner tous les services de passagers au-delà d'Aylesbury.   Tous les services sur le tramway Brill ont été officiellement retirés le 1er décembre 1935,   avec les derniers trains circulant le 30 novembre.   Alors que les services ont été complètement retirés du tramway Brill, la LPTB a considéré que la succursale de Verney Junction avait une utilisation comme ligne de fret et comme voie de diversion, et a continué à maintenir la ligne et à exploiter des services de fret jusqu'au 6 Septembre 1947. 

## Fermeture
La gare de Wotton sur la route alternative, qui était passée de la propriété du Great Central Railway au London and North Eastern Railway, est restée ouverte (quoique peu utilisée et desservie par seulement deux trains par jour dans chaque direction) jusqu'au 7 décembre 1953, date à laquelle la ligne a été abandonnée.  Tous les bâtiments de la station de tramway Brill à Wotton ont ensuite été démolis, à l'exception d'un petit bâtiment qui avait autrefois abrité la forge du tramway, qui a été abandonné.  Le pont qui avait autrefois transporté la Route Alternative a été démoli en 1970,  et l'ancienne Grande Gare Centrale sur la Route Alternative a été convertie en maison privée. 